# Gasoline Alley
Gasoline Alley, est un comic strip créé par Frank King en 1918. La série est toujours éditée et demeure la deuxième série la plus ancienne. Frank King reste sur le strip jusqu'en 1959 qui est repris par Bill Perry, Dick Moores et enfin Jim Scancarelli qui est l'artiste actuel.

## Historique de la publication

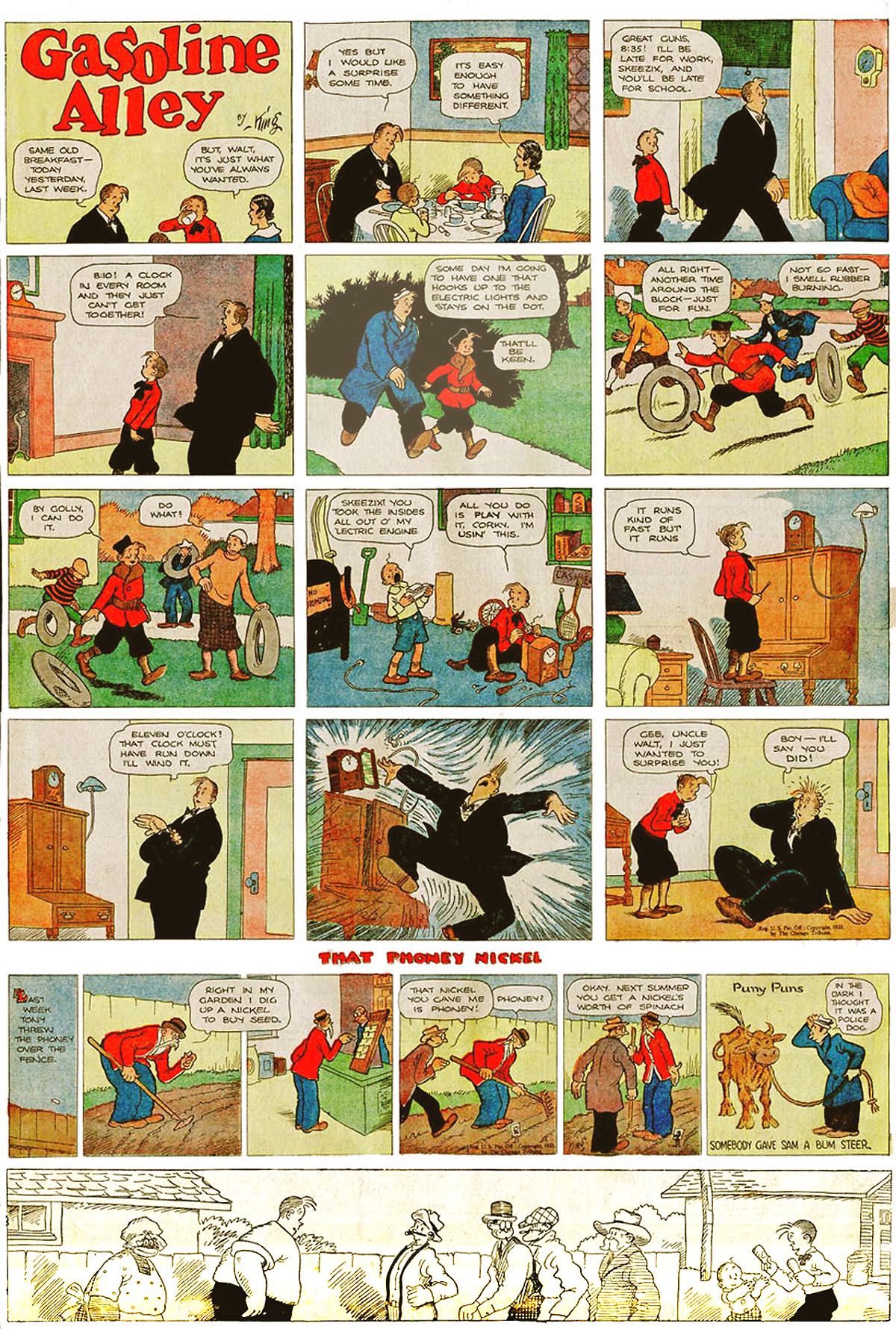
Gasoline Alley and That Phoney Nickel (1933).

En 1918, Frank King travaille pour le Chicago Tribune qui publie une de ses œuvres Boby Make-Believe. Ce journal propose chaque dimanche une page, intitulée Le rectangle dans laquelle des dessinateurs créent des dessins humoristiques. Frank King crée les personnages de Gasoline Alley pour un dessin de cette planche le 24 novembre 1918. Le succès aidant, un dessin quotidien commence à paraître dans le journal à partir du 25 août 1919. Cela deviendra ensuite un strip et enfin Le Rectangle sera abandonné pour que Gasoline Alley ait aussi sa page dominicale. En 1951, King laisse la planche du dimanche à son assistant Bill Perry et en 1959 il prend sa retraite et laisse le strip à un second assistant Dick Moores. Bill Perry travaille sur la série jusqu'en 1975 ce qui amène Dick Moores à dessiner le strip quotidien et la planche du dimanche et ce jusqu'à sa mort en 1986. Jim Scancarelli qui était son assistant, prend la relève de Moores et continue jusqu'à ce jour.

## Les auteurs
- Frank King : de 1918 à 1951 : planche du dimanche. De 1919 à 1959 : strip quotidien.
- William Miles, dit Bill, Perry, né en 1905, est d'abord l'assistant de Carl Ed sur le strip Harold Teen. En 1925, il devient l'assistant de Frank King sur Gasoline Alley. En 1951, il hérite de la page du dimanche qu'il garde jusqu'à sa retraite en 1975[3]. Il meurt le 18 février 1995 à Orlando[5].
- Dick Moores assiste Frank King à partir de 1956. Il est chargé du strip à partir de 1959 puis en 1975, lors du départ de Bill Perry il s'occupe aussi de la page dominicale. Il reste sur la série jusqu'à sa mort en 1986[4].

## Personnages principaux
- Walt, initialement un célibataire endurci, amateur d'automobiles.
- Skeezix, orphelin laissé sur le porche de Walt, et adopté par celui-ci.

## Récompenses
- Frank King reçoit le Reuben Award en 1958 pour Gasoline Alley[1].
- Dick Moores reçoit le Reuben Award en 1974 pour Gasoline Alley[1].

## Éditions françaises
- Walt & Skeezix: Gasoline Alley, Album, (20 septembre 2019), Langue : Français,  (ISBN 2919242601)

### Documentation
- (en) R. Fiore, « Affectionate, sympathetic and completely racist », dans The Comics Journal n°301, Seattle : Fantagraphics, février 2011, p. 500-511.  (ISBN 9781606992913)
- Patrick Gaumer, « Gasoline Alley », dans Dictionnaire mondial de la BD, Paris, Larousse, 2010 (ISBN 9782035843319), p. 355.
- (en) R. C. Harvey, « Some things old, some things new, some things never change », The Comics Journal, no 95,‎ février 1985, p. 49-52.
- Christian Staebler, « Gasoline Alley : le grand feuilleton de l'existence », Les Cahiers de la bande dessinée, no 9,‎ octobre-décembre 2019, p. 168.